# DSA-162
La DSA-162 es una carretera perteneciente a la Red Secundaria de la Diputación Provincial de Salamanca que une la  AV-P-655  con la  AV-P-656 .
Discurre íntegramente por el término municipal de Gallegos de Solmirón, localidad que atraviesa.

## Origen y Destino
La carretera  DSA-162  tiene su origen en el Límite de la Provincia de Ávila, continuando por la carretera  AV-P-655  en el término municipal de Gallegos de Solmirón, y termina en el Límite de la Provincia de Ávila, continuando por la carretera  AV-P-656  en el término municipal de Gallegos de Solmirón, formando parte de la Red de carreteras de Salamanca.